# Axel Aubert
Axel Aubert, né le 11 décembre 1873 à Christiania et mort à Oslo le 16 décembre 1943, est un ingénieur chimiste norvégien qui a été directeur général de Norsk Hydro.

## Biographie
Il est né à Christiania (aujourd'hui Oslo, Norvège). Il est le fils d'Otto Benjamin Andreas Aubert (1841-1898) et de Hilda Thaulow (1846-1923). Il a fait des études d'ingénieur, avec une spécialisation en chimie. Il a d'abord étudié au Collège technique d'Oslo, puis a étudié l'ingénierie à l'Université de Berlin et a obtenu un doctorat en chimie à l'Université de Bâle en 1895.
Axel Aubert devient directeur général d'Engene Dynamitfabrik et de Norsk Sprængstofindustri. En 1926, il est nommé directeur général de Norsk Hydro.
En 1940, alors que la Norvège était encore neutre pendant la Seconde Guerre mondiale, Aubert est contacté par des agents du renseignement militaire français concernant la production d'eau lourde (oxyde de deutérium) de Norsk Hydro dans sa centrale hydroélectrique de Vemork. L'eau lourde était un matériau important pour le projet d'arme nucléaire de l'Allemagne et n'était produite en quantité qu'à Vemork.
Il accepta de « prêter » tout le stock d'eau lourde de Norsk Hydro à la France pendant toute la durée de la guerre. Conscient des risques pris, il déclara au gouvernement français que :

« Si l’expérience dont vous m’avez entretenu réussit, et si plus tard par malheur, la France devait perdre la guerre, je serais fusillé pour avoir fait ce que je fais aujourd’hui. Mais c’est une fierté pour moi que de courir ce risque. »

Les agents français transportèrent 185 kg (408 lb) d'eau lourde secrètement à Oslo, puis à Perth en Ecosse, et enfin en France. Cet épisode fait partie de la « bataille de l'eau lourde ».
Aubert a pris sa retraite en tant que président d'Hydro à la fin de 1941, mais a pris la présidence de l'entreprise et a occupé ce poste jusqu'à sa mort en 1943. Il a été membre du conseil d'administration de l'association norvégienne de l'industrie de 1926 à 1934.
Aubert a été nommé chevalier de première classe de l'ordre norvégien de Saint-Olav en 1928. Il est également titulaire de l'Ordre belge de Léopold, de la Légion d'honneur française[Quand ?], de l'Ordre danois du Dannebrog et de l'Ordre polonais de la Polonia Restituta.

## Distinctions
- Commandeur de l'ordre du Dannebrog
- Commandeur de l'Ordre Polonia Restituta